# Gary Sheffield (piloto de bobsleigh)
Gary Sheffield (1936-2004) fue un deportista estadounidense que compitió en bobsleigh en las modalidades doble y cuádruple. Ganó cuatro medallas en el Campeonato Mundial de Bobsleigh entre los años 1951 y 1961.

## Palmarés internacional
| Campeonato Mundial | Campeonato Mundial           | Campeonato Mundial | Campeonato Mundial |
| Año                | Lugar                        | Medalla            | Prueba             |
| ------------------ | ---------------------------- | ------------------ | ------------------ |
| 1951               | Alpe d'Huez (Francia)        | Medalla de plata   | Cuádruple          |
| 1959               | Sankt Moritz (Suiza)         | Medalla de oro     | Cuádruple          |
| 1961               | Lake Placid (Estados Unidos) | Medalla de plata   | Doble              |
| 1961               | Lake Placid (Estados Unidos) | Medalla de plata   | Cuádruple          |